# Dobrolet
Dobrolet (en ruso: Добролёт), a veces Dobrolyot, oficialmente Rossijskoje Obschtschestwo Dobrowolnowo Wosduschnowo Flotta (Sociedad Rusa de la Flota Aérea Voluntaria), fue una aerolínea que operó entre 1923 y 1930 en la extinta Unión Soviética. En 1932 sus activos y flota junto con las de las otras aerolíneas soviéticas se convirtió en Aeroflot.

## Historia

### Comienzos de la aviación civil soviética (1921-1923)
El 17 de enero de 1921, el Consejo de Comisarios de la República Socialista Federativa Soviética de Rusia (Sovnarkom) publicó el documento "Sobre el transporte aéreo". El documento firmado por su presidente Vladimir Lenin, establecía las normas básicas sobre el transporte aéreo en el territorio de la RSFSR. El documento, era importante, porque era la primera vez que una república soviética declaraba la soberanía sobre su espacio aéreo. Además, el documento definía las reglas para la operación de aeronaves extranjeras sobre el territorio y espacio aéreo de la Unión Soviética. Después de que Lenin emitiera una orden, el 31 de enero de 1921 se formó una comisión estatal con el propósito de planificar la aviación civil en la Unión Soviética.
Como resultado de los planes de la comisión, se estableció la Glavvozdukhflot (Dirección General de la Flota Aérea), y el 1 de mayo de 1921 comenzó sus vuelos transportando correo y pasajeros en la ruta Moscú- Oriol - Kursk - Járkov, utilizando aviones Sikorsky Ilya Muromets . que solamente fueron utilizados hasta octubre de ese año. La Inspección y el Consejo de Aviación Civil estaban ubicados en Glavvosduchflot, la administración principal de toda la aviación soviética. Dentro de ella. el énfasis estaba claramente en los asuntos militares. La influencia militar también se hizo claramente visible para el mundo exterior cuando Glawwosduchflot en abril de 1924 adoptó el nuevo nombre de «Administración Principal de la Flota Aérea Roja» (VVS RKKA)
A esto siguió la formación de Deruluft en Berlín el 11 de noviembre de 1921, como una empresa conjunta entre Alemania y la Unión Soviética. La compañía, cuyos aviones estaban registrados tanto en Alemania como en la Unión Soviética, comenzó a operar el 1 de mayo de 1922 con un Fokker F.III la ruta  Königsberg – Kaunas – Smolensk – Moscú .  El servicio se operaba inicialmente dos veces por semana y estaba restringido al transporte de correo.No fue hasta el 27 de agosto de 1922 cuando las rutas se abrieron al público. El 6 de junio de 1928 se estableció una nueva ruta desde Berlín a través de Riga y Tallin (Reval) hasta Leningrado . Ambas rutas funcionaron hasta el 31 de marzo de 1936.
El 3 de febrero de 1923, el Sovnarkom aprobó los planes para la expansión de la Flota Aérea Roja, y es esta fecha la que se reconoció oficialmente como el comienzo de la aviación civil en la Unión Soviética. El 9 de febrero de 1923, el Consejo de Trabajo y Defensa aprobó una resolución para crear la Flota Aérea Civil de la URSS. después de una resolución del Comité Central del Partido Comunista de la Unión Soviética.

### Dobrolet (1923-1932)

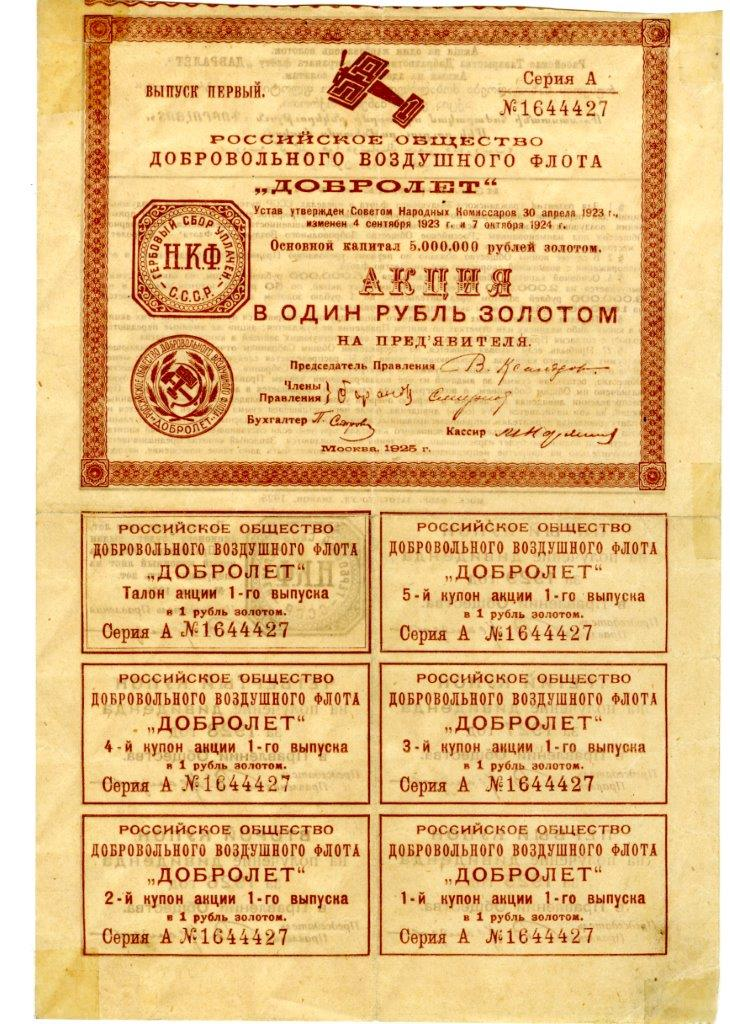
Acción por 1 rublo oro al portador de la Sociedad de la Flota Aérea Voluntaria Rusa "Dobrolet". Moscú, 1925

En febrero y marzo de 1923, las resoluciones del Consejo de Trabajo y Defensa y del Comité Central del Partido Comunista de la Unión Soviética crearon servicios de aviación civil en la Unión Soviética, incluida la formación de tres aerolíneas: Dobrolet en marzo de 1923 para Rusia, Ukrpovitroshliakh (Vía Aérea Ucraniana) en junio de 1923, con base en Járkov , y Zakavia o - Sakawia - (Sociedad Transcaucásica de Transporte Aéreo) (Repúblicas de Georgia y más tarde Azerbaiyán), en mayo de 1923, con base en Tiflis . Según su carta fundacional, se formó para el desarrollo de la flota aérea civil dentro de la URSS mediante la organización de líneas aéreas para el transporte de pasajeros, correo, carga, fotografía aérea y otras áreas de aplicación de la flota aérea basadas en la industria de la aviación nacional. La idea de crear Dobrolet, según algunas fuentes, perteneció a León Trotsky, en aquel momento Comisario del Pueblo para Asuntos Militares y Navales. Los objetivos básicos eran la organización de líneas aéreas de correo, carga y pasajeros, soluciones relacionadas con la aviación a los problemas económicos nacionales (por ejemplo, fotografía aérea de localidades) y también el desarrollo de la industria aeronáutica nacional.
El artista Alexander Rodchenko desarrolló la identidad corporativa y la estrategia publicitaria de la empresa. Diseñó carteles que animaban a los ciudadanos a comprar acciones de Dobrolet y también diseñó el logotipo de la "hoz y el martillo alados".
Como equipamiento inicial, Dobrolet (DOT) recibió 21 aviones de la firma Junkers Flugzeug tipo F 13. Todos ellos fueron trasladados en vuelo desde Dessau a Moscú. De estos aparatos, a DOT le fueron asignados quince, los seis restantes fueron destinados a la Flota Aérea Roja (VVS RKKA) en el mismo año.

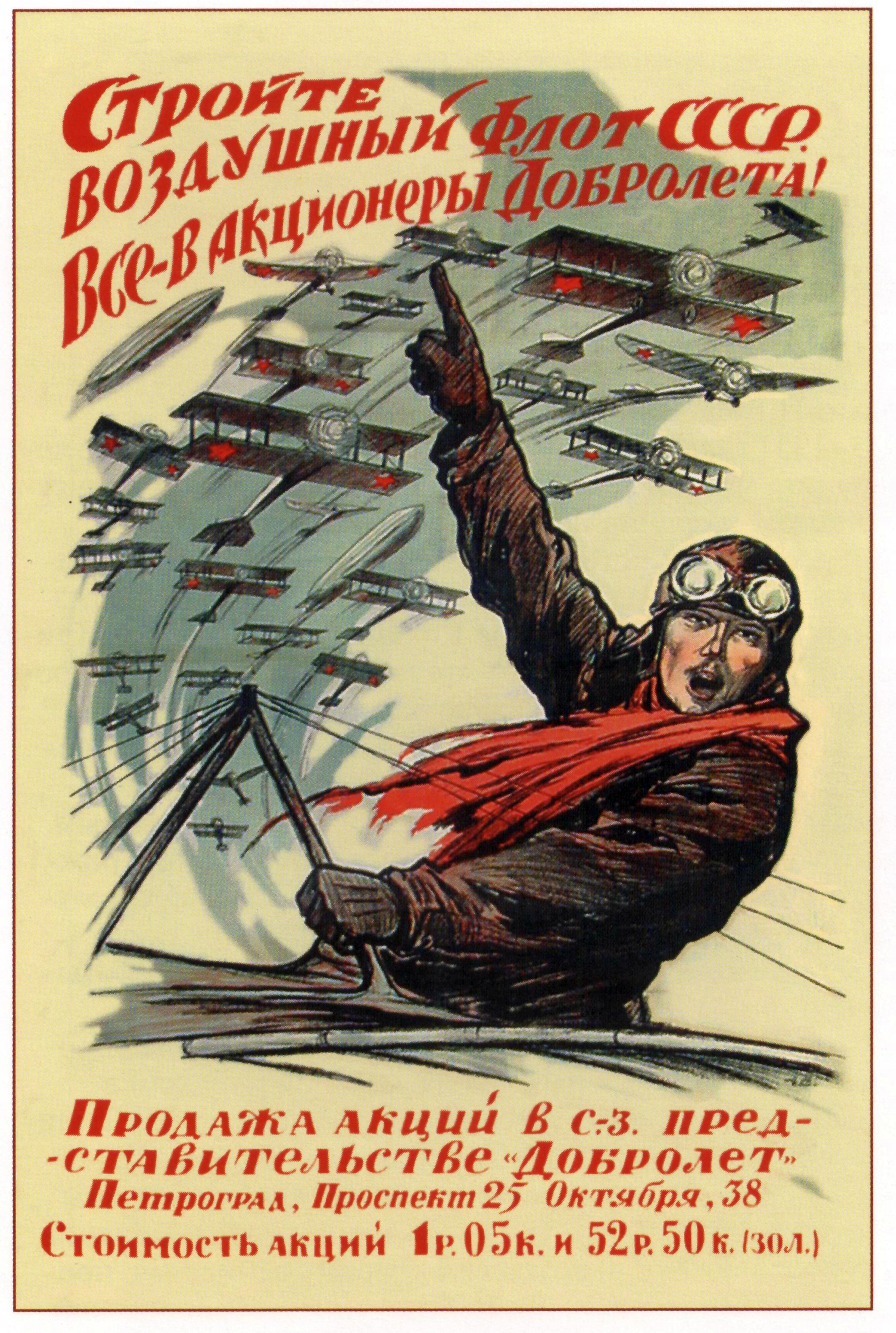
Cartel Construir la flota aérea de la URSS. ¡Todos, conviértanse en accionistas de Dobrolet !

Para financiar los primeros proyectos se autorizó un capital de 2 millones de rublos oro, que luego se incrementó con fondos derivados de la emisión de acciones, que inicialmente se ofrecieron al costo de un rublo oro cada una. A quienes compraron 25000 acciones se les dio el derecho a volar preferentemente en un avión de su flota. Los accionistas incluían no sólo varios organismos estatales y organizaciones económicas de la URSS, sino también 4 millones de particulares. En un año, el capital aumentó de dos millones a cinco millones de rublos con los que Dobrolet construyó aeródromos y estaciones meteorológicas.
Los vuelos regulares de Dobrolet desde Moscú a Nizni Nóvgorod de 420 km comenzaron el 15 de julio de 1923. El vuelo fue realizado por el piloto ruso J. N. Moisejew con el R-RDAE “Prombank” (F 13/ WNr. 656). En 1923, se firmó un acuerdo por el que se establecía una subdivisión de Dobrolet con base en Taskent, que operaba a puntos del Asia Central soviética. Los servicios entre Taskent y Alma Ata comenzaron el 27 de abril de 1924, y a finales de 1924 la subdivisión había transportado 480 pasajeros y 500 kg de correo y carga, en un total de 210 vuelos.
En marzo de 1924, Dobrolet comenzó a operar vuelos desde Sebastopol a Yalta y Eupatoria en Crimea. La red de rutas de Dobrolet se amplió durante el período 1925-1927 para incluir Kazán y se inauguraron vuelos regulares entre Moscú y Járkov. Los vuelos de Dobrolet a Járkov se conectaron con los servicios de Ukrpovitroshliakh a Kiev , Odesa y Rostov del Don . En 1925, Dobrolet operó 2000 vuelos en una distancia de 1 000 000 km, transportando 14000 pasajeros y 127500 kg de carga, en una red de rutas que se extendía a 5000 km.
Zakavia fue absorbida por Ukrpovitroshliakh en 1925 y Dobrolet pasó de ser una empresa rusa a una empresa de ámbito en toda la URSS el 21 de septiembre de 1926 como resultado de las resoluciones del Sovnarkom. En 1928 Dobrolet se fusionó con Ukrpovitroshliakh, convirtiéndose en la única aerolínea de aviación civil en la Unión Soviética.
El Plan Quinquenal de la URSS, adoptado en 1929, preveía la creación de una compañía unificada de transporte aéreo. Por esta razón y por resolución de los accionistas el 15 y 20 de enero de 1930, Ukrpovitroshliakh fue transferida al Dobrolet, con efecto retroactivo al 1 de enero de 1930. Al mismo tiempo, el Departamento de Fotografía Aérea del DOT se disolvió y sus funciones fueron asumidas por una organización de nueva creación denominado Gosaerofotosjemka.
El 29 de octubre de 1930, la Sociedad Dobrolet y la Inspección General de la Flota Aérea, creada el 1 de diciembre de 1922 por orden del Consejo Militar Revolucionario de la República bajo la Dirección General de la Flota Aérea Roja de Obreros y Campesinos (Glavvozdukhoflot), fueron abolidas, y sobre su base se creó una nueva asociación de toda la flota aérea civil de la Unión Soviética bajo el Consejo de Trabajo y Defensa. En ese momento, la longitud total de las líneas de Dobrolet era de 26000 km, habiéndose transportado hasta dicha fecha 47000 pasajeros y 408 t de carga. 
En 1932, su nombre fue cambiado a Transaviatsia y más tarde, en febrero de ese año, todas las actividades de aviación civil fueron consolidadas bajo el nombre de Grazhdansky Vozdushny Flot GVF (Flota Aérea Civil), conocida comercialmente a partir de marzo como Aeroflot.

## Rutas de vuelo de Dobrolet[6]
1924
- 1. Moscú - Ivánovo - Nizni Nóvgorod - Kazán (750 km)
- 2. Taskent - Biskek - Alma-Ata (810 km)
- 3. Bujará - Chardshou - Jiva (460 km)
- 4. Bujará - Termez - Dusambé (730 km)
- 5. Yalta - Sebastopol - Eupatoria (150 km)

1925
- 1. Pischek - Alma-Ata (250 km)
- 2. Kazán - Tschardschou - Jiva - Daşoguz (520 km)
- 3. Kazán - Termez - Dusambé (730 km)

1927
- 1. Taskent - Samarcanda - Dusambé - Termez (960 km), tiempo de vuelo 9 a 10 horas (tiempo de viaje por tierra al menos 7 días)
- 2. Chardshou - Jiva - Tasaus (470 km), tiempo de vuelo 5 horas (tiempo de viaje por tierra 12 a 14 días)
- 3. Biskek - Alma Ata (250 km), tiempo de vuelo 2 horas (tiempo de viaje por tierra 1 a 2 días)
- 4. Wjerchne Udinsk - Altanbulak - Ulán Bator (600 km), tiempo de vuelo 5 a 6 horas (tiempo de viaje por tierra al menos 3 días)
- 5. Taskent - Termez - Kabul (1140 km), tiempo de vuelo 8,5 horas (tiempo de viaje por tierra 30 días)

1928
- Como en 1927, más:
- 6. Irkutsk - Kirensk - Yakutsk (2750 km)
- 7. Moscú - Kazán - Ekaterimburgo - Kurgán - Omsk - Novosibirsk (3000 km)

1929
- Línea 3 discontinuada.

La línea 7 se extiende desde Novosibirsk a Krasnoyarsk - Nizhneúdinsk - Irkutsk (distancia total 4500 km)
- 8. Semipalatinsk - Sergiopol - Lepinski - Alma-Ata (1000 km)

## Aeronaves operadas por Dobrolet
La aerolínea utilizaba principalmente aviones fabricados por la firma Junkers  así como los fabricados bajo licencia de la misma compañía. Además de los aviones de fabricación y diseño extranjero, también operó el primer avión de pasajeros de diseño soviético, el Aleksandrov-Kalinin AK-1.
- Aleksandrov-Kalinin AK-1
- de Havilland DH.34.[11]
- Dornier Komet II
- Dornier Komet III
- Dornier Merkur

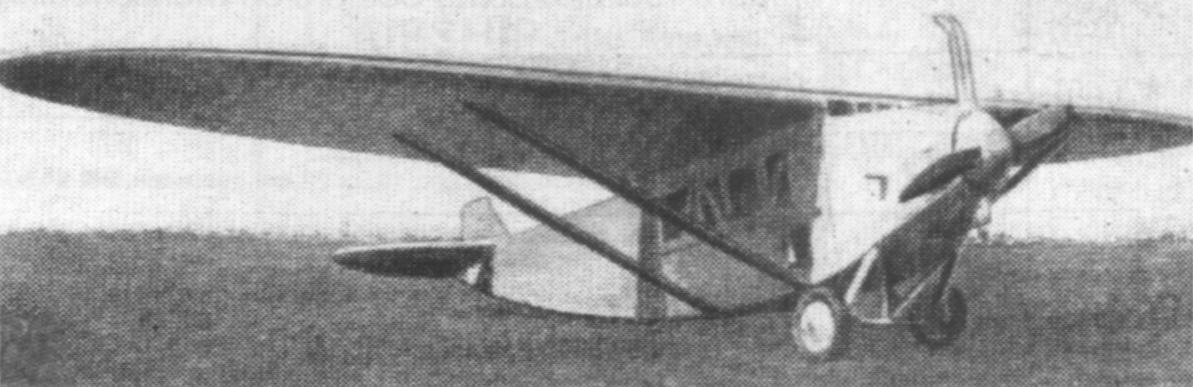
Aleksandrov-Kalinin AK-1

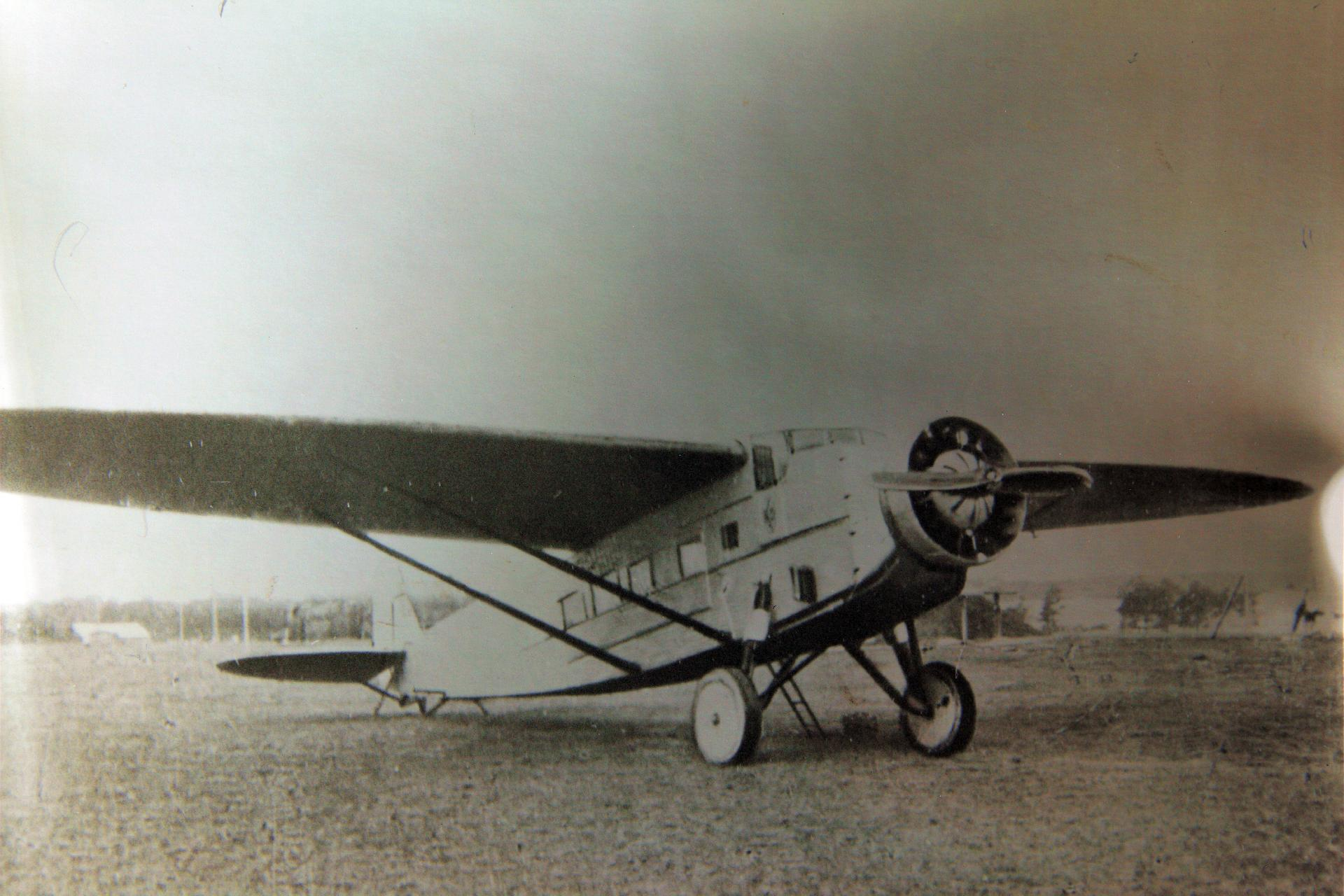
Kalinin K-5

- Farman HF.30 : al menos 10 aviones fueron convertidos en aparatos civiles
- Fokker C.IV dos unidades usadas para fotografía aérea y vuelos de calibración[6]
- Junkers Ju 13
- Junkers W 33
- Junkers K 30 -designación rusa JuG-1- Nueve aparatos procedentes de la Fuerza Aérea Soviética[6]
- Royal Aircraft Factory B.E.2e -usados para fotografía aérea-[6] y trabajos de fumigación
- Kalinin K-4
- Kalinin K-5